# داريل سميث (لاعب كرة قاعدة)
داريل سميث (بالإنجليزية: Daryl Smith)‏ هو لاعب كرة قاعدة أمريكي، ولد في 29 يوليو 1960 في بالتيمور في الولايات المتحدة.

## وصلات خارجية
- داريل سميث على موقعبيزبول رفرنس.كوم (الدوري الرئيسي) (الإنجليزية)
- داريل سميث على موقعبيزبول رفرنس.كوم (الدوري الثانوي) (الإنجليزية)